# Cimetière ancien de Vincennes
Le cimetière ancien de Vincennes est un des deux cimetières de cette commune.

## Description
Il est situé entre la rue de Fontenay, le boulevard de la Libération, la rue des Sabotiers et l'avenue Gabriel-Péri.
Le cimetière accueille un monument aux morts qui commémore les conflits : les guerres 1914-18,  1939-45 et AFN-Algérie (1954-62).

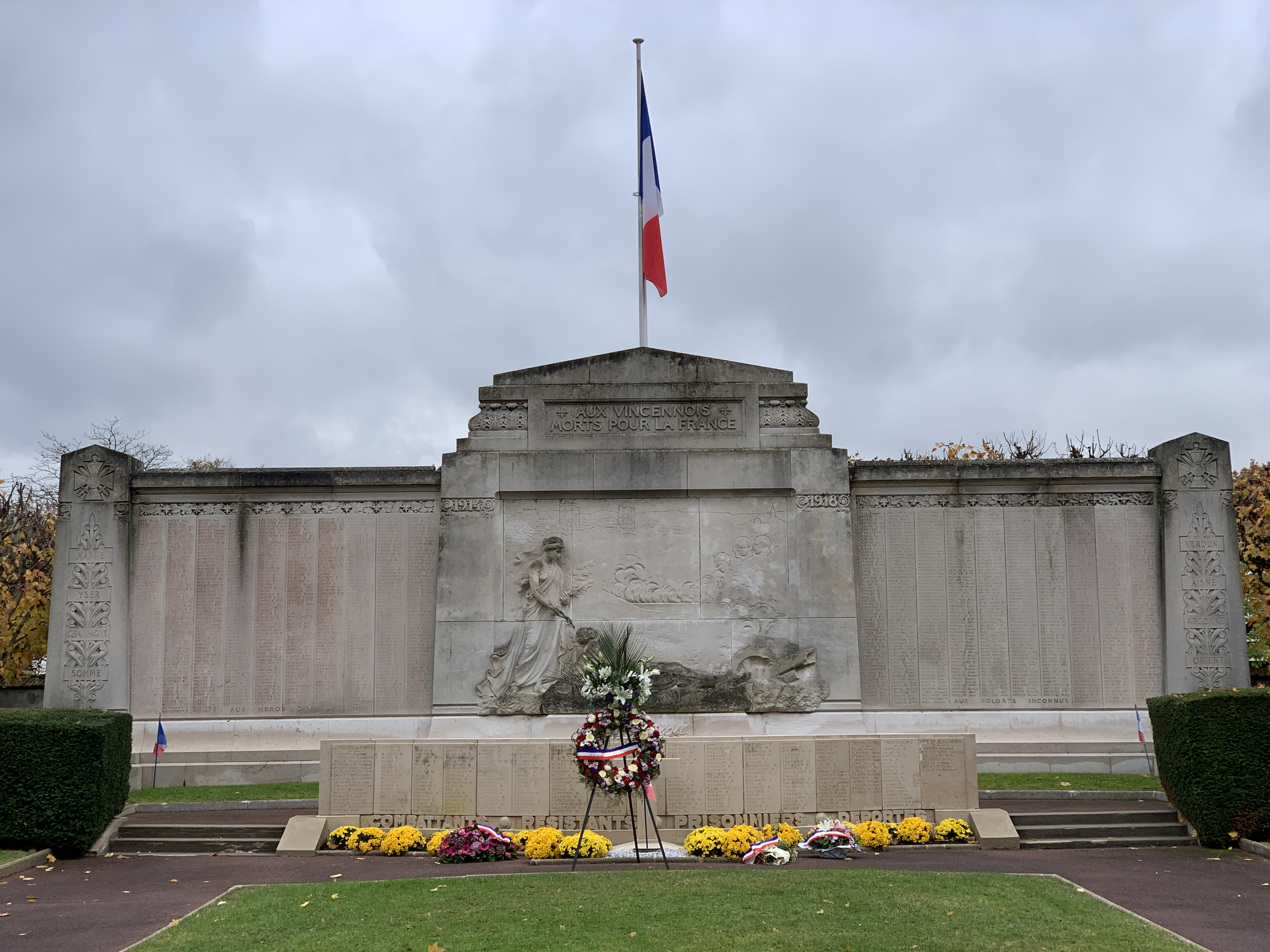
Monument aux morts.
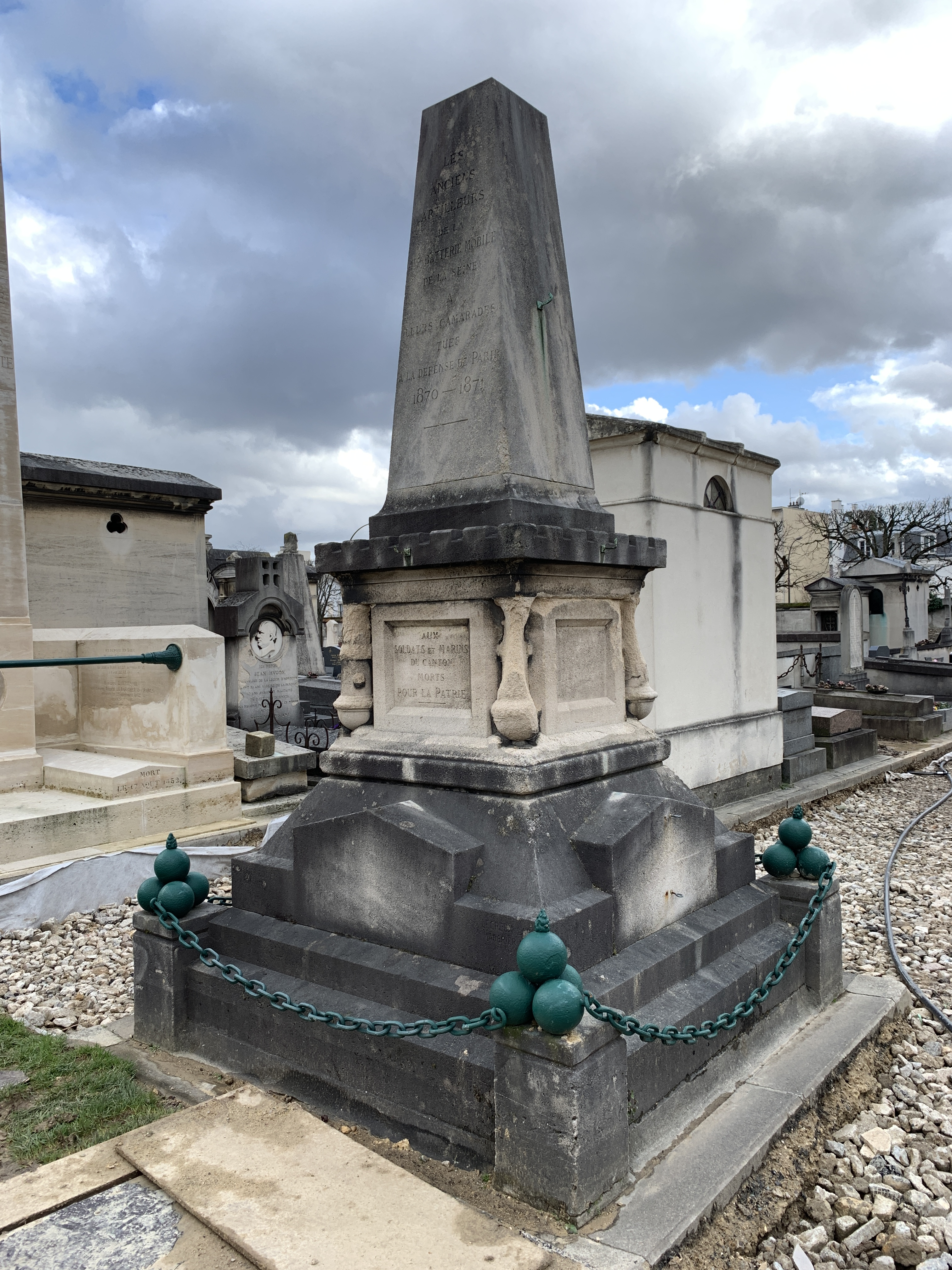
Monument aux morts de la guerre franco-prussienne.
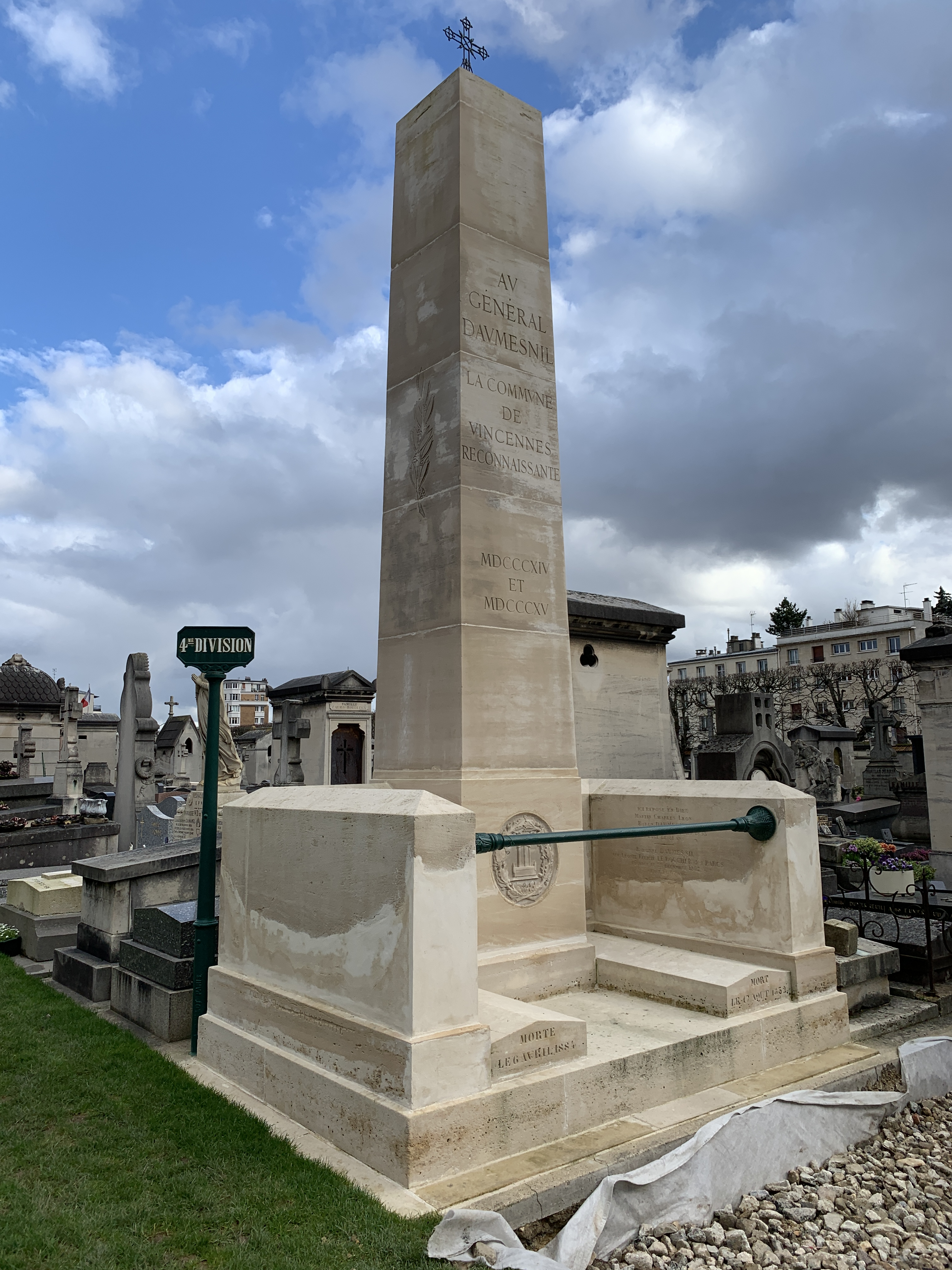
Tombe de Pierre Daumesnil.

## Historique
Le 8 mars 1918, durant la première Guerre mondiale, l'ancien cimetière situé au no 1 rue de Fontenay est touché lors d'un raid effectué par des avions allemands.

## Personnalités inhumées
- Jean Berguerand, mort pour la France, emplacement D3A logement P1096[4],[5]. Natif de Vincennes, il a été choisi en 2019 pour rendre hommage aux 3300 soldats morts pendant la « Drôle de guerre », de septembre 1939 à mai 1940[6].
- Pierre Daumesnil[7] (1776-1832), général.
- Henri Descoins (1869-1930), général dans la cavalerie
- Alain Goison (1953-1992), comédien.
- Bérangère Lacoste-Marrier de Lagatinerie (1968-1991), actrice, fille du comédien Marc Porel et de l'actrice Bénédicte Lacoste (8e division, 1re Ligne, 14e tombe, concession 2954)[8] inhumée dans le caveau de sa famille maternelle.
- Charles Pathé (1863-1957), industriel et producteur de cinéma.
- Antoine Quinson (1904-1966), ancien maire de la ville.
- Maxime Villemer (1841-1923), romancière.
- Ferdinand Zecca (1864-1947), réalisateur et acteur.

## Monuments inscrits
Un certain nombre de chapelles funéraires et de tombeaux sont inscrits à l'inventaire.

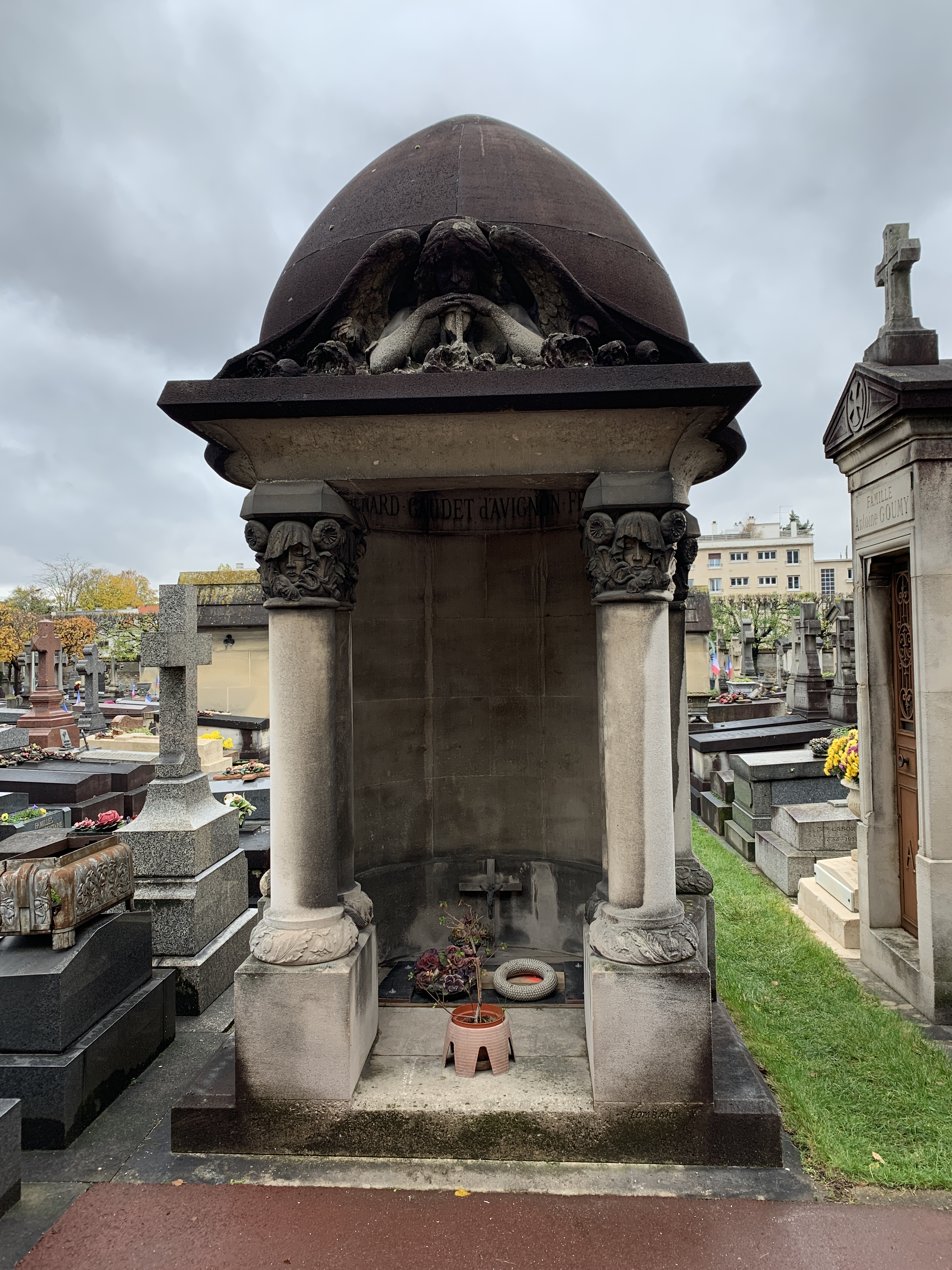
Chapelle Bénard Gaudet d'Avignon, tournant du XIXe et du XXe siècle.
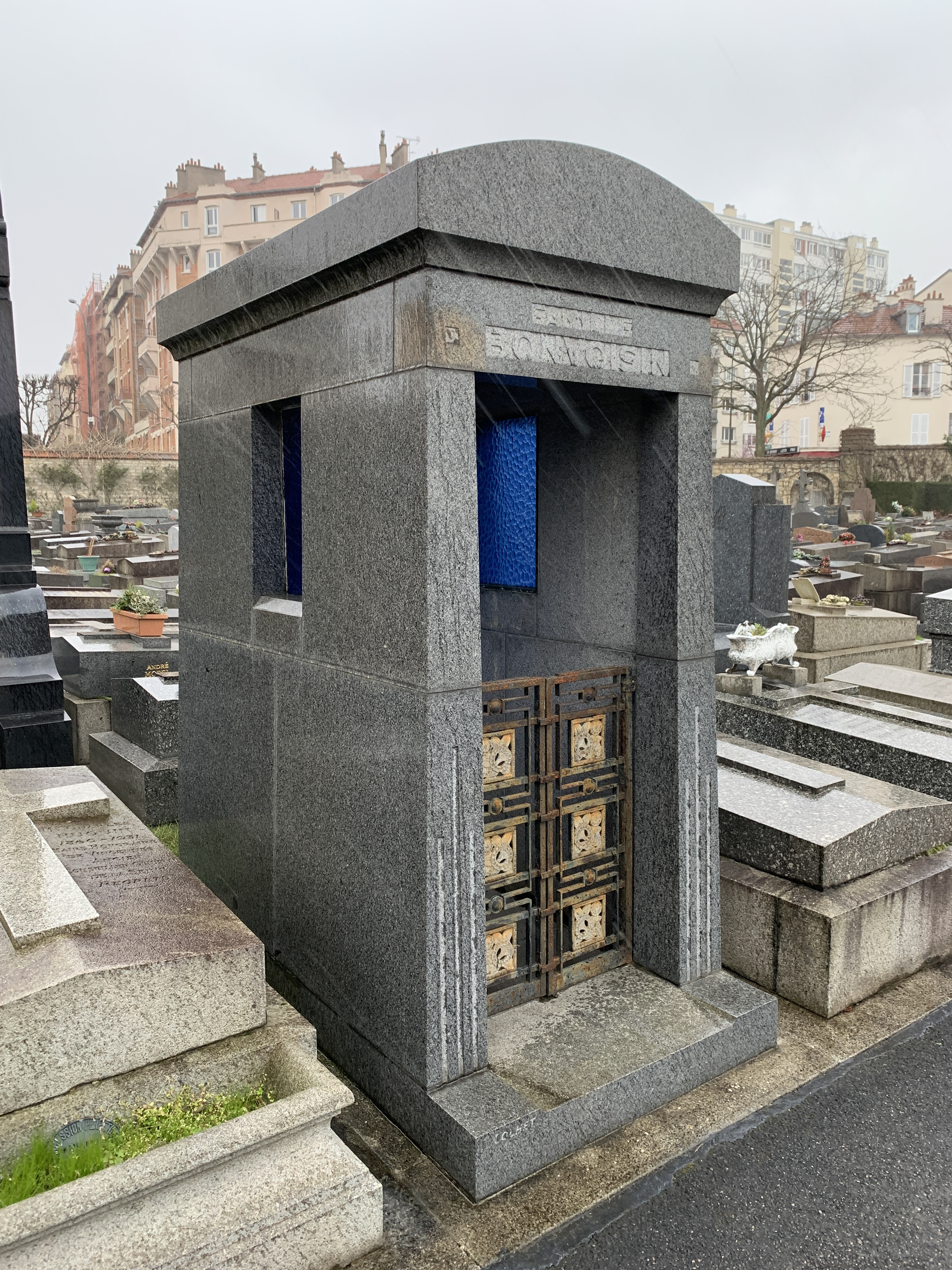
Chapelle Bonvoisin, 2e quart du XXe siècle.
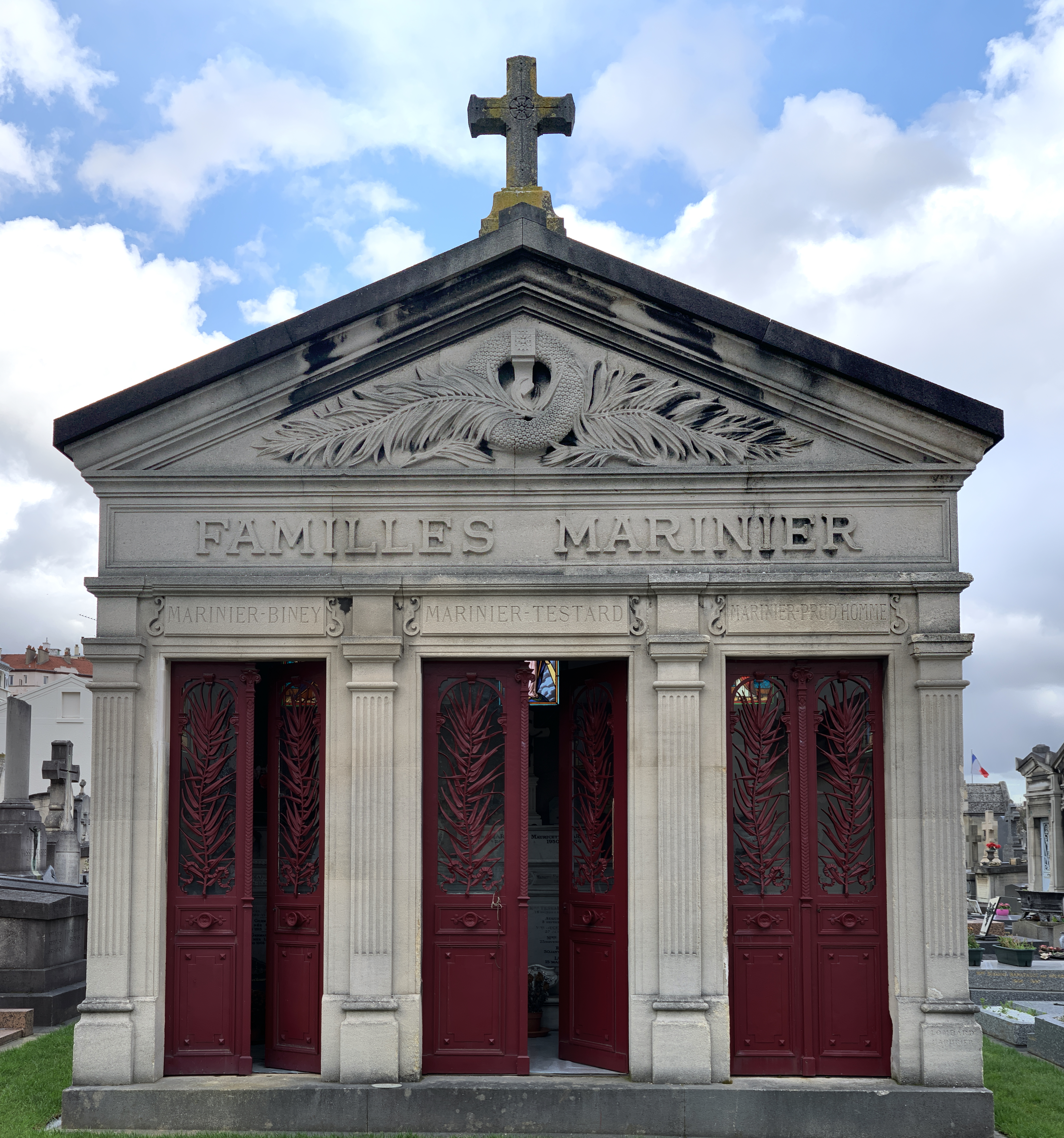
Chapelle néoclassique des familles Marinier, tournant du XIXe et du XXe siècle.
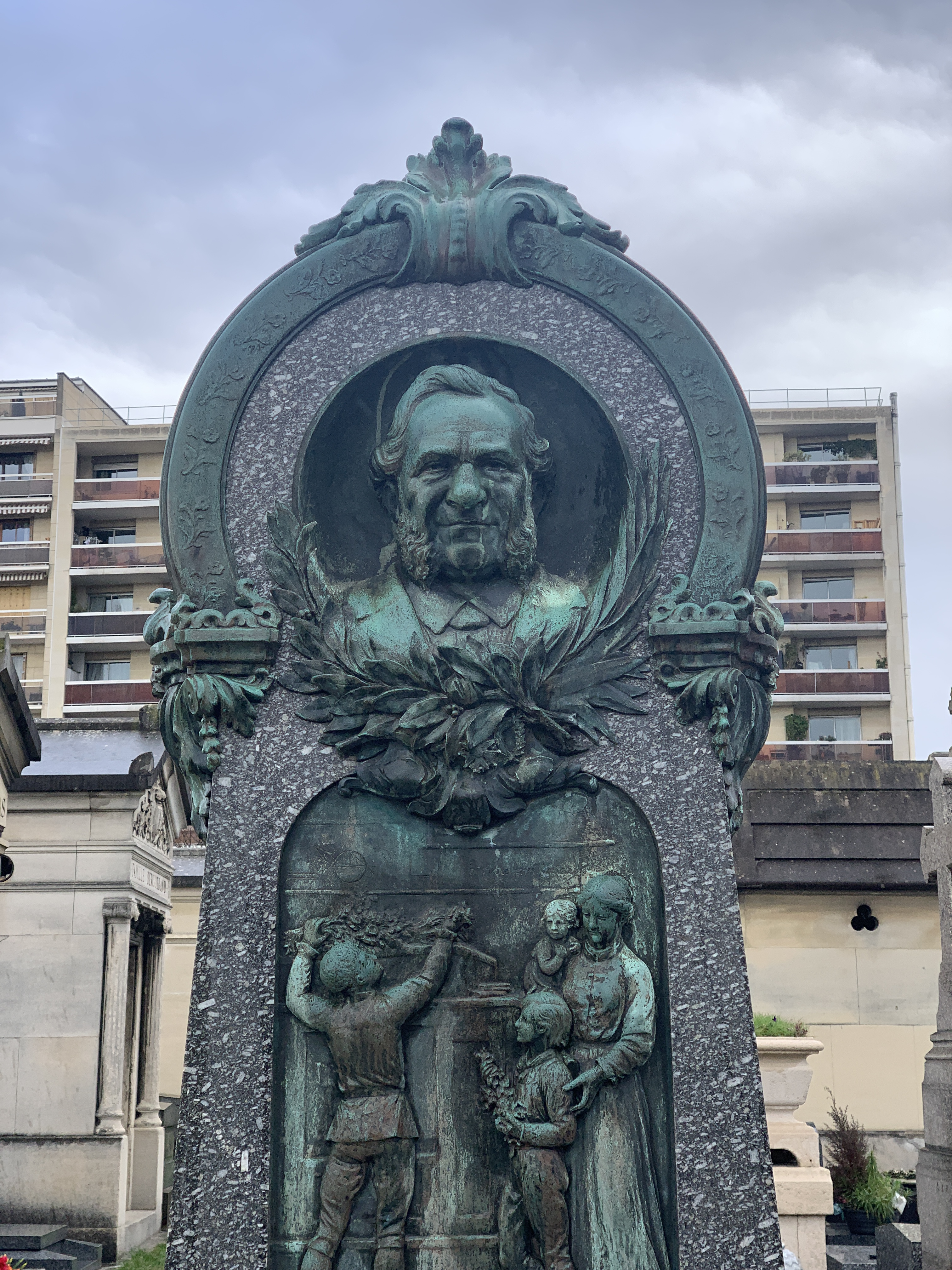
Tombeau de Joseph Gaillard, inspecteur de l'enseignement primaire mort en 1910.
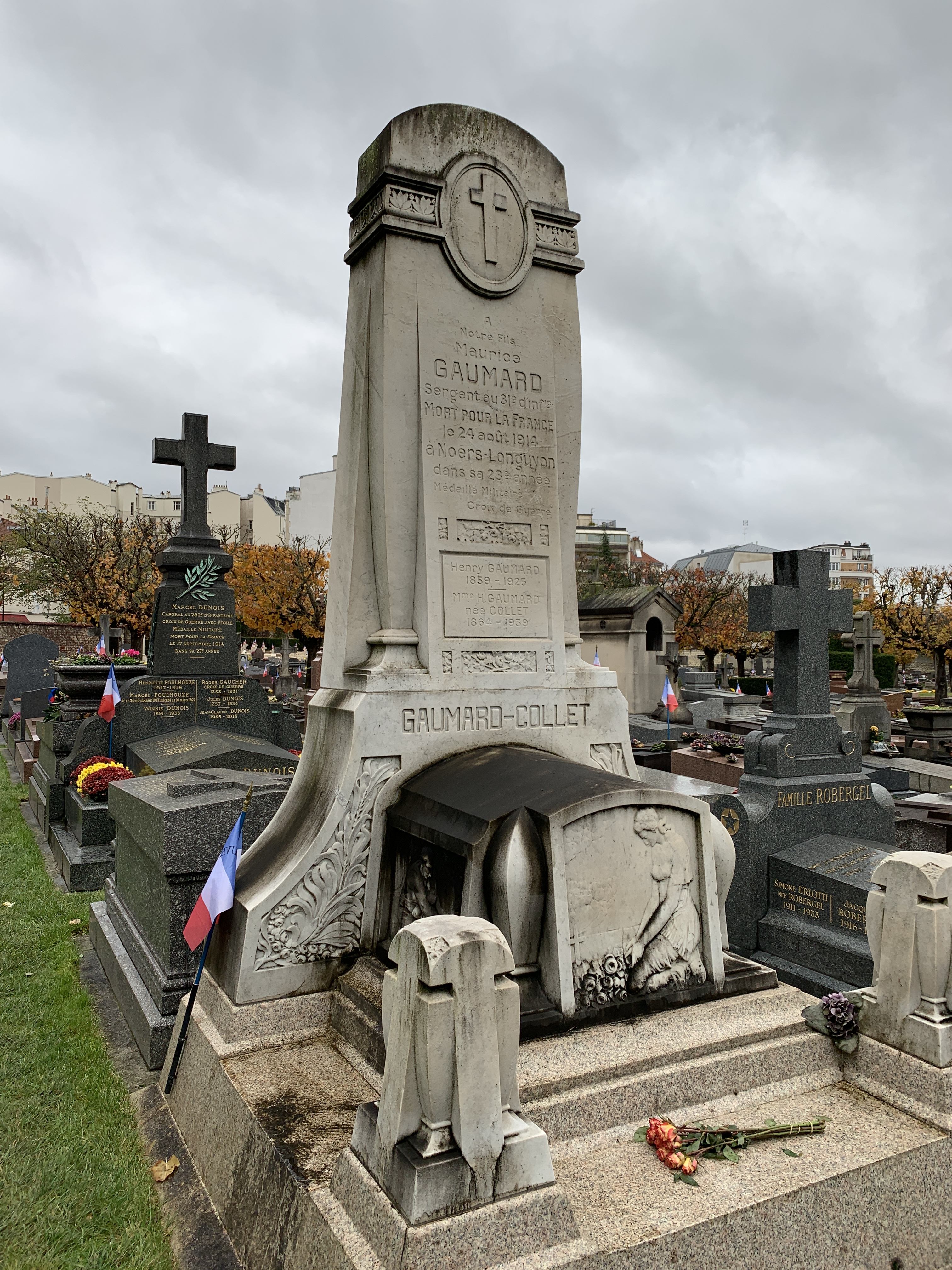
Tombe Gaumard-Collet.